# Esercito Ninghai
L'esercito Ninghai 寧海軍T, 宁海军S, Nínghǎi JūnP, Ninghai ChunW, divenuto poi 26ª Divisione dell'Esercito Rivoluzionario Nazionale era un esercito musulmano di etnia Hui della Repubblica di Cina comandato dal generale Ma Qi, che controllava l'area di Xining nella provincia dello Qinghai, allora nel Gansu. Venne fondato da Ma Qi nel 1915.

## Composizione e storia
L'esercito Ninghai venne creato da musulmani Hui. Il nome "Ninghai", era dato agli eserciti della Repubblica di Cina nelle regioni di Ningxia-Qinghai.
Ma Qi guidò l'esercito Ninghai nel novembre 1918 per catturare il monastero di Labrang dai tibetani.
I tibetani golok, che erano devoti del monastero di Labrang, attaccarono più volte l'esercito musulmano Ninghai. I cinesi non erano mai stati in grado di controllare i golok in passato. Tuttavia, questa volta, l'esercito musulmano Ninghai portò le sue armi moderne e sterminò un gruppo di golok. L'esercito musulmano chiese quindi negoziati, durante i quali massacrò I golok ("uomini, donne e bambini") e fecero annegare migliaia di loro nel Fiume Giallo. Un missionario cristiano elogiò l'esercito musulmano per aver sterminato i golok, dicendo che era "Dio", che aveva permesso la vittoria dei musulmani. Dopo che i tibetani attaccarono l'esercito musulmano Ninghai nel 1922 e nel 1923, questo ritornò nel 1924 e li annientò, uccidendo numerosi tibetani.
A Ganjia e Serchentang, il generale Ma Bufang sconfisse I tibetani, comandati da Gonpo Dondrup, il 27 giugno 1924 e il 25–27 aprile 1925 infliggendo loro pesanti perdite.
Nel 1925, a fronte di migliaia di tibetani schierati contro I musulmani, Ma Qi rispose con 3.000 uomini musulmani cinesi, che riconquistarono Labrang e mitragliarono migliaia di monaci tibetani mentre tentavano di fuggire.
Quando Ma Qi entrò nel Kuomintang, l'esercito Ninghai venne riorganizzato nell'Esercito Rivoluzionario Nazionale come 26ª Divisione, sotto il comando di Ma Qi.

## Comandanti famosi dell'esercito Ninghai
- Ma Qi
- Ma Buqing
- Ma Bufang
- Ma Xizhen